# Hans Merkens
Hans Merkens (* 11. Juli 1937 in Siegen; † 5. April 2024 in Berlin) war ein deutscher Erziehungswissenschaftler.

## Leben
Nach der Promotion in Aachen am 18. Dezember 1968 war er von 1971 bis 1975 Professor an der Universität Trier und von 1975 bis 2006 Professor für Empirische Erziehungswissenschaft an der FU Berlin.
Merkens war zudem von 2006 bis 2009 Gründungsrektor der Erfurt School of Education (ESE) der Universität Erfurt.
Er gehörte dem Vorstand der Deutschen Gesellschaft für Erziehungswissenschaft (DGfE) von 1998 bis 2006 an und war deren Vorsitzender von 2002 bis 2006 sowie Ehrenmitglied.
Die Lehr- und Forschungsschwerpunkte von Merkens waren die Transformation des Bildungssystems, Gewalt unter Jugendlichen, Probleme des Unterrichts von Kindern mit Migrationshintergrund, Situation von Kindern mit Migrationshintergrund in Grundschule und Sekundarstufe I, Gliedrigkeit der Sekundarstufe I und Erfolge von Strukturveränderungen im Schulsystem.

## Schriften (Auswahl)
- Pädagogische Institutionen. Pädagogisches Handeln im Spannungsfeld von Individualisierung und Organisation. Wiesbaden 2006, ISBN 3-531-14971-7.
- Unterricht. Eine Einführung. Wiesbaden 2010, ISBN 978-3-531-17089-3.
- Neoinstitutionalismus in der Erziehungswissenschaft. Opladen 2011, ISBN 3-86649-395-9.
- Anforderungen an die Schulinspektion. Berlin 2018, ISBN 3-8325-4695-2.